# Ezequiel Cabeza De Baca
Ezequiel Cabeza De Baca (Las Vegas, 1º novembre 1864 – Santa Fe, 18 febbraio 1917) è stato un politico statunitense, membro del Partito Democratico e governatore del Nuovo Messico per un mese nel 1917.
| Controllo di autorità | VIAF (EN) 4539157416834616710005 · GND (DE) 1199548154 |